# Campionato di calcio della Repubblica Socialista Sovietica d'Estonia 1977
Il Campionato di calcio della Repubblica Socialista Sovietica d'Estonia 1977 era la massima divisione del campionato estone ed era un campionato regionale sovietico. La vittoria finale andò al Baltika Narva che vinse il terzo titolo della sua storia.

## Formula
Era formato da dodici squadre: ogni formazione incontrava le altre in gironi di andata e ritorno, per un totale di 22 incontri. Erano previsti due punti per la vittoria e uno per il pareggio.

## Classifica finale
|    | Classifica finale          | G  | V  | N | P  | GF | GS | Dif | Pt |
| -- | -------------------------- | -- | -- | - | -- | -- | -- | --- | -- |
| 1  | Baltika Narva              | 22 | 14 | 4 | 4  | 45 | 18 | +27 | 32 |
| 2  | Dvigatel Tallinn           | 22 | ?  | ? | ?  | 30 | 14 | +16 | 31 |
| 3  | Dünamo Tallinn             | 22 | 10 | 8 | 4  | 40 | 15 | +25 | 28 |
| 4  | Kalev Sillamäe             | 22 | 11 | 5 | 6  | 30 | 17 | +13 | 27 |
| 5  | SK Aseri                   | 22 | 10 | 5 | 7  | 32 | 19 | +13 | 25 |
| 6  | Keemik Kohtla-Järve        | 22 | 8  | 9 | 5  | 29 | 21 | +8  | 25 |
| 7  | Kalakombinaat Pärnu        | 22 | 9  | 3 | 10 | 30 | 34 | -4  | 21 |
| 8  | Tempo Tallinn              | 22 | 6  | 6 | 10 | 35 | 42 | -7  | 18 |
| 9  | Norma Tallinn              | 22 | 5  | 6 | 11 | 18 | 29 | -11 | 16 |
| 10 | Estonia Jõhvi Kohtla-Järve | 22 | 5  | 6 | 11 | 24 | 44 | -20 | 16 |
| 11 | RT Tartu                   | 22 | 4  | 6 | 12 | 22 | 40 | -18 | 14 |
| 12 | Energeetik Narva           | 22 | 4  | 3 | 15 | 17 | 50 | -33 | 11 |

G = Partite giocate; V = Vittorie; N = Nulle/Pareggi; P = Perse; GF = Goal fatti; GS = Goal subiti; Dif = differenza reti; 